# Bembidion angelieri
Bembidion angelieri is een keversoort uit de familie van de loopkevers (Carabidae). De wetenschappelijke naam van de soort is voor het eerst geldig gepubliceerd in 1970 door Bonniard De Saludo.